# Узкий Луг (Бурятия)
У́зкий Луг (бур. Уйтан Нуга) — село в Бичурском районе Бурятии. Входит в сельское поселение «Буйское».

## География
Расположено в 41 километре восточнее районного центра, села Бичура, в 8 км к северо-востоку от центра сельского поселения, села Буй, вдоль левого берега реки Хилок, на региональной автодороге 03К-005 в 5 км от границы с Забайкальским краем.
Состоит из 7 протяжённых улиц:
1. Дачный пер.
2. Ленина ул.
3. Молодёжный пер.
4. Набережная ул.
5. Партизанская ул.
6. Песчаный пер.
7. Речной пер.

## История
Поселение Узкий Луг основано русскими переселенцами в начале XVIII века на узкой территории между левым берегом реки Хилок и северными отрогами Малханского хребта. Узкий Луг и другие близлежащие поселения относились к землям Троицкого Селенгинского монастыря. В 1875 году после освящения церкви Святой Параскевы Узкий Луг становится селом.

Об истории села Виктор Фомин пишет:

В 1874 году в Узком Луге приступили к строительству церкви Святой Параскевы, первыми строителями являлись Парамон Осколков и Дмитрий Трапезников. На следующий год церковь была построена, только другим строителем Фирсом Захожим. В 1889 году открывается одноклассная церковно-приходская школа. В 1929 году в селе закрыли церковь, и в ней открыли сельский клуб. Клуб стал местом собраний, пунктом агитации за вступление в коллективное хозяйство.

## Население
| 2002 | 2010 |
| ---- | ---- |
| 435  | ↗482 |

## Инфраструктура
Начальная общеобразовательная школа, детский сад, сельский клуб, библиотека, фельдшерско-акушерский пункт, почтовое отделение.

## Достопримечательности
- Памятник погибшим в годы Великой Отечественной войны воинам-односельчанам.  031510312070005

Список воинов-односельчан состоит из 44 имён: Зоркальцевы — 8 чел., Тетерины — 7чел., Воронцовы — 6 чел., Серявины − 6 чел., Фомины − 5 чел. и другие.
- Церковь Святой Параскевы — восстановленный православный храм, относится к Улан-Удэнской епархии Бурятской митрополии Русской православной церкви.
- Узколугский биосферный заказник

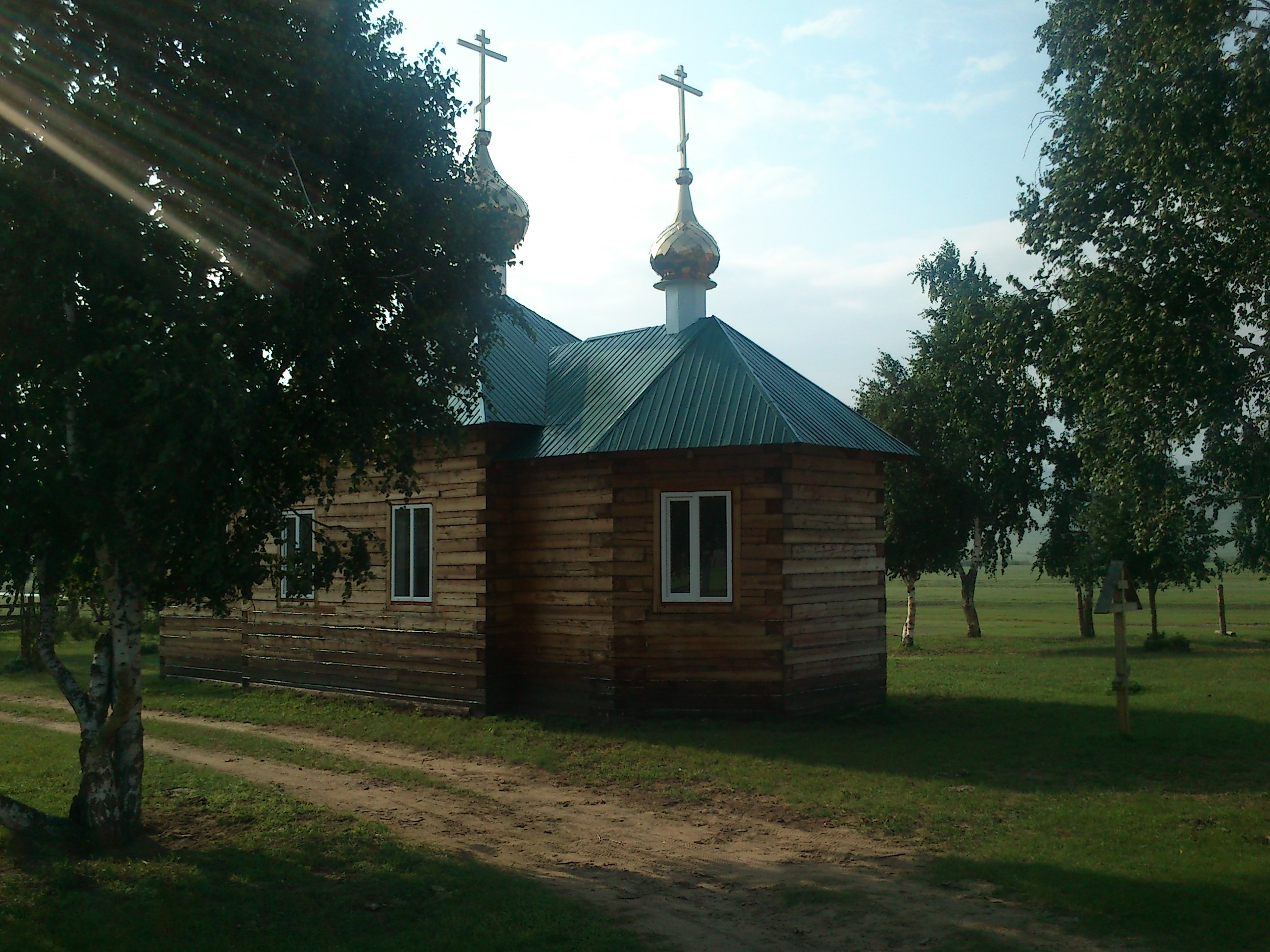
Церковь Святой Параскевы
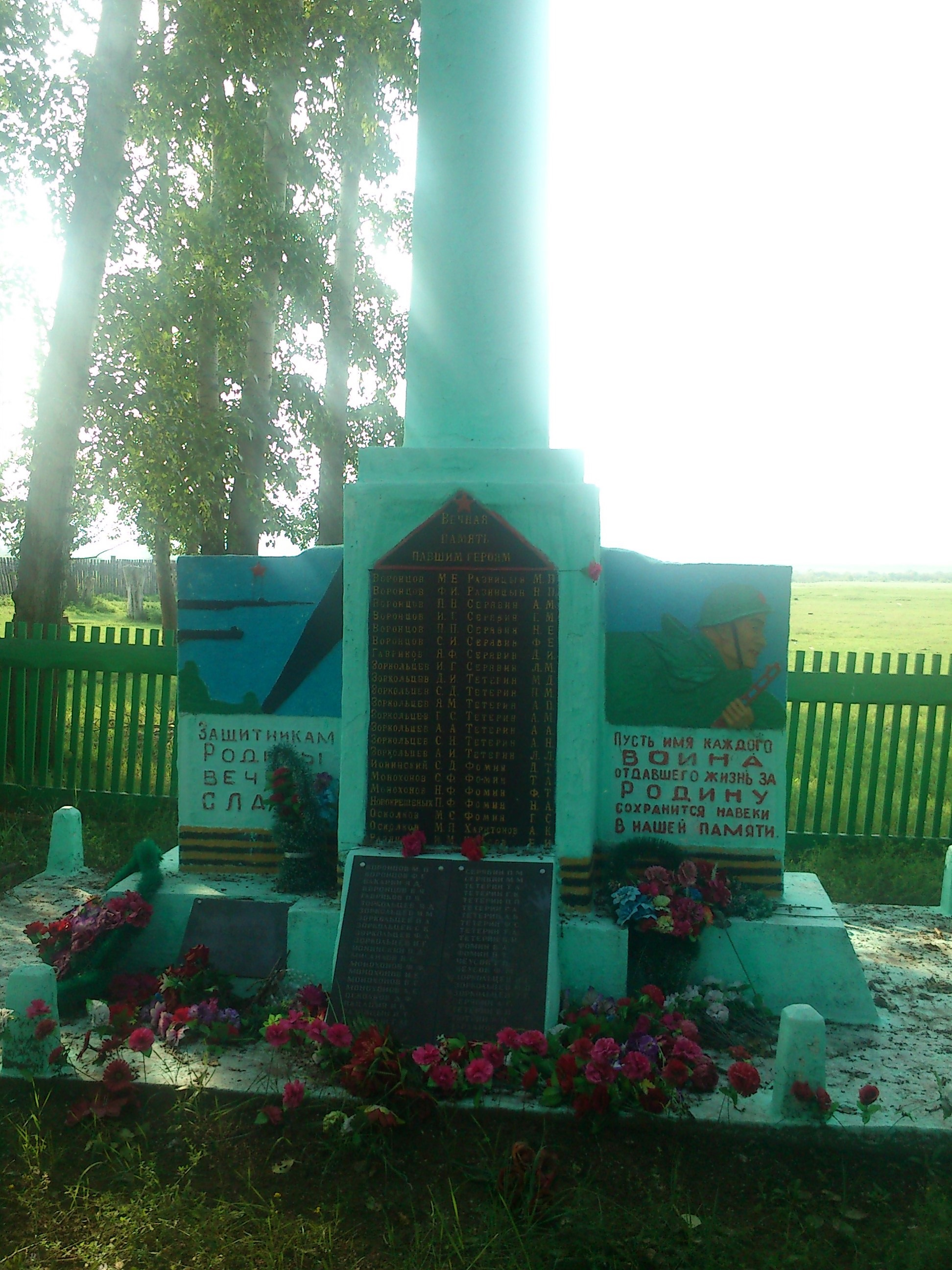
Памятник погибшим воинам-односельчанам